# Ashura Hara
Susumu Hara (原 進, Hara Susumu) (8 janvier 1947 - 28 avril 2015) est un joueur de rugby et catcheur professionnel japonais, mieux connu sous son nom de ring Ashura Hara (阿修羅・原).
Le 28 avril 2015, Hara meurt de pneumonie dans un hôpital d'Isahaya,.